# DMS
Фінансово-промислова корпорація «DMS»  — українська фінансово-промислова група, що об'єднує понад 30 підприємств Донецької області та України.

## Керівництво корпорації
Андрій Миколайович Альоша — президент корпорації
Наталія Леонідівна Рудюк — перший віце-президент
Олег Андрійович Кутиркін — віце-президент
Андрій Валерійович Пампура — віце-президент

## Діяльність компанії

### Металургія
Дочірні підприємства ТОВ «ДонМеталСбыт» — ДП " Металинвест " та ДП " Стальинвест " — здійснюють оптово-роздрібну торгівлю металопродукцією і металопрокатом; закупівлю, переробку і реалізацію чорних та кольорових металів; реалізацію паливно-мастильних матеріалів, вугілля, коксу.
Підприємства працюють безпосередньо з Державним агентством з управління державним матеріальним резервом Україні (Держрезерв), займаються експортними поставками металопродукції в Росію.
Також у структурі ФПК «DMS» з метою реалізації масштабного інвестиційного проекту створено ЗАТ "Міні-металургійний завод «ДМС». На його виробничій базі планується організація повного циклу сталеплавильного і прокатного виробництва обсягом до 500 тис. тонн сортового прокату в рік.

### Видобуток вугілля і корисних копалин
У виробничу структуру фінансово-промислової корпорації «DMS» входить діючий шламонакопичувач дрібних фракцій кам'яного вугілля марки «Т» в Донецькій області. В активах підприємства — 1,4 млн м³ (2 млн т) промислових запасів, а також виробничий комплекс з видобутку і обезводнення шламів.
В даний час (2010 рік) ведеться дослідно-промислова розробка родовища гранітів, розташованого на відстані 0,5 км на південний захід від села Дідковичі на північному сході Коростенського району Житомирської області.
Площа ліцензійної ділянки перевищує 16 га. За ступенем радіоактивності Дідковицьке родовище належить до 1 групи — граніт і вироби з нього можуть використовуватися у всіх видах будівництва без обмеження. Середня потужність незмінених гранітів на родовищі — 25,9 м.
Корпорацією був розроблений інвестиційний проект з будівництва нового експериментального вугледобувного підприємства на ділянці шахти «Штерівська», що входить до складу Оріхівського геолого-промислового району Донбасу (Луганська область). Очікуваний обсяг щорічного видобутку становить 440 тис. тонн. Відповідно до класифікаційних показників, вугілля пластів відноситься до марки А (антрацит) і може використовуватися як енергетична сировина.
Програмою розвитку ФПК «DMS» передбачений дослідно-промисловий видобуток на родовищах:
- Крейди: прогнозні запаси крейди — 1,8 млн тонн, запаси фосфоритів — 50 тис. тонн;
- Граніту: запаси граніту — 32,7 млн м³.;
- Гранітного щебеню: запаси — 18 млн м³.

### Виробництво устаткування
У складі ФПК «DMS» працює один з найстаріших заводів Донбасу — Донецький завод комунального машинобудування, заснований в 1896 році. Сьогодні це сучасне інноваційне виробництво замкнутого циклу: від розробки, виготовлення, до завершального складання насосних агрегатів і засувок — продукції з віковою репутацією. Номенклатура електронасосних агрегатів та трубопровідної арматури постійно розширюється. Завод також здійснює ремонт насосів власного виробництва.
Підприємство «ДМС-АКВА» є офіційним представником в Україні таких заводів, як АТ «Молдовагідромаш», ЗАТ «Катайський насосний завод», ВАТ «ELDIN».

### Фінансово-інвестиційна діяльність
Управління фінансування соціального будівництва займається кредитуванням покупців нерухомості, що будується, реалізацією нерухомості, що будується, проектним фінансуванням забудовника і страхуванням.

### Діяльність у сфері альтернативної енергетики та управління ТПВ
ТОВ «ЕКО АЛЬЯНС» займається збором і вивезенням ТПВ у містах Донецької області, а також залученням інвестицій в будівництво сміттєпереробних заводів в Україні.
ТОВ «ЕКО-СОЮЗ» створено в 2007 році з метою вивчення можливостей виробництва та застосування альтернативного палива CDR і інших продуктів утилізації ТПВ, а саме: створення умов повного збору, транспортування, утилізації, знищення та захоронення твердих побутових, промислових та небезпечних відходів, а також обмеження їх негативного впливу на навколишнє природне середовище та здоров'я населення.
ТОВ «ДМС-Екологія» з 2008 року здійснює розробку та узгодження документації в сфері охорони навколишнього середовища за такими напрямками: поводження з відходами, охорона атмосферного повітря та охорона водних ресурсів.
ЗАТ «ДМС-Енерго» займається питаннями дегазації вугільних пластів, а також іншими ділянками скупчення газу, що не має промислового значення.

### Правова діяльність
Правова група Корпорації об'єднує ряд підприємств у сфері колекторства, юридичного супроводу господарської діяльності та цивільних правовідносин, антирейдерської діяльності.

### Охоронна діяльність
Охоронне агентство «Шквал» — багатопрофільне підприємство, що надає послуги в сфері комплексної безпеки об'єктів охорони, з перевезення товарно-матеріальних цінностей, охороні державних і приватних об'єктів, супроводу вантажів і забезпечує захист від рейдерських атак. ТОВ «Шквал» спеціалізується на охороні великих промислових об'єктів, а також надає послуги з комплексного обстеження будівель, приміщень та інформаційних систем з метою виявлення засобів несанкціонованого знімання інформації.

### Будівництво та будівельне виробництво
ГО «Українська будівельна корпорація» («UBC») виконує повний комплекс робіт — від проектування до введення в експлуатацію об'єктів різної функціональності, поверховості і складності громадського, промислового і транспортного призначення. Підприємство входить до «п'ятірки» найбільших забудовників донецького регіону, є постійним виконавцем муніципальних проектів зі створення та реконструкції транспортної інфраструктури, в тому числі і в рамках підготовки до Євро-2012.
Краснолиманський піщаний кар'єр, що працює в структурі Корпорації з початку 2008 року, є одним з найбільших підприємств регіону і проводить видобуток піску будівельного 1 класу застосування відкритим способом (гірський) і методом гідронамиву (намивний). Запаси піску на двох розроблюваних ділянках складають близько 3 млн м³.
Завод «Агрострома», що випускає продукцію під торговою маркою «ДМС-будматеріали», відкритий на базі Євдокієвского заводу залізобетонних виробів. Сьогодні підприємство випускає вичерпний асортимент продукції для будівництва і промисловості, в тому числі для вугледобувних підприємств.

### Рекламна діяльність
Рекламне агентство «Борди України» — національний оператор зовнішньої реклами. Компанія має власну мережу рекламних носіїв у 29 містах: на південному сході України — в Донецькій, Луганській, Дніпропетровській областях, а також в АР Крим, в центральній і західній Україні. Входить в топ-10 національного галузевого рейтингу.

### Залізничний транспорт
ТОВ "Транспортна експедиційна лізингова компанія «МТС» виконує повний ремонт будь-якого залізничного рухомого складу, антикорозійну обробку та фарбування вагонів. Одним з ключових напрямків роботи підприємства є постачання запчастин вантажних вагонів.
Щомісячний обсяг виконуваних компанією «МТС» ремонтних робіт залізничного рухомого складу сьогодні становить 100 вагонів.
ТОВ "ТЕЛК «МТС» не тільки виконує ремонтні роботи, але і купує рухомий склад (вагони, тепловози) з метою формування власного технічного парку.

### Інвестиційна діяльність
Інвестиційна діяльність корпорації ДМС здійснюється в наступних напрямках:
- будівництво міні-металургійного заводу — ЗАТ «ММЗ» ДМС "- з виробництва сталі, яка не має аналогів за якістю в Україні. Потужність — 500 тис. тонн / рік;
- будівництво експериментальної шахти — Шахта «Круглик» — з перспективним обсягом щорічного вуглевидобутку в 440 тис. тонн;
- будівництво вітроелектростанцій в м. Донецьку з перспективною потужністю 18 000 МВт;
- створення екологічно та економічно ефективної системи збору та зберігання ТПВ;
- будівництво сміттєпереробних заводів для виробництва альтернативного палива CDR;
- розвиток національного оператора зовнішньої реклами з забезпеченням входження підприємства в топ-5 Україна.

## Соціальна відповідальність
DMS реалізує свою соціальну місію в таких напрямках, як створення нових робочих місць і забезпечення гідної оплати праці з можливістю постійного професійного зростання, підтримка територіальних громад, створення екологічно безпечних виробництв, всебічна підтримка спорту та популяризація здорового способу життя, підтримка процесу відродження православних цінностей.
У числі постійних соціальних програм корпорації «DMS» — опіка дитячого будинку № 1 у Куйбишевському районі м. Донецька, патронат Донецької обласної федерації рукопашного бою, популяризація здорового способу життя серед дітей та молоді через реалізацію програми Федерації «Знання, здоров'я, сила» (організація безкоштовних секцій з рукопашного бою у школах та притулках міста), підтримка МФК «Єнакієвець».